# Lactobacillus helveticus
Espèce
Lactobacillus helveticus est une bactérie en forme de tige productrice d'acide lactique et appartenant au genre Lactobacillus. Elle est principalement utilisée dans la production de l'emmental, mais elle peut parfois être utilisée pour fabriquer d'autres fromages comme le cheddar, le parmesan, le romano, le provolone piquant ou la mozzarella. La fonction première de l'utilisation de L. helveticus est d'enlever l'amertume et de donner un goût noisette au fromage. Dans la fabrication d'emmental, L. helveticus est utilisée avec Propionibacterium freudenreichii qui est responsable de l’apparition des trous dans le fromage.
Il a été montré que la consommation de lait en poudre fermenté avec L. helveticus fait diminuer la pression artérielle grâce à la présence de tripeptides qui ont une activité d'inhibiteur de l'enzyme de conversion. Cependant d'autres études montrent des résultats contradictoires,,.
Le nom de la bactérie est dérivé d'Helvetia, le nom latin de la Suisse.